# Sooküla (Häädemeeste)
Sooküla – wieś w Estonii, w prowincji Parnawa, w gminie Häädemeeste.